# Miriam Neureuther
Miriam Neureuther (n. 21 iunie 1990, Garmisch-Partenkirchen, RFG) este o biatlonistă ce a reprezentat Germania, medaliată olimpică. A participat la o ediție a Jocurilor Olimpice (2010) în care a câștigat o medalie de argint.